# Kellyville (Kentucky)
Pour les articles homonymes, voir Kellyville.
Kellyville est une zone non incorporée (Unincorporated community) du comté d'Adair dans le Kentucky.